# Орахово (Фоча)
Орахово је насељено мјесто у општини Фоча, Република Српска, БиХ. Према попису становништва из 1991. у насељу је живјело 308 становника.

## Географија
Село Орахово се налази у Херцеговини, изнад града Фоче. 

## Становништво
| Демографија | Демографија | Демографија |
| Година      | Становника  | Становника  |
| ----------- | ----------- | ----------- |
| 1991.       | 308         |             |